# Le Bruit et la Fureur (film, 1959)
Pour les articles homonymes, voir Le Bruit et la Fureur (homonymie).
Le Bruit et la fureur (The Sound and the Fury) est un film américain de Martin Ritt  sorti en 1959.

## Synopsis
Les Compson ont été l'une de ces riches familles du sud des États-Unis. De ces gens puissants, à la fois orgueilleux et jouisseurs du temps de leur prospérité, et qui, avec la misère, sombrent dans l'alcoolisme et l'abjection. C’est cet univers familial décadent et austère que rêve de fuir la jeune Quentin Compson. Un soir de fugue, elle rencontre un beau forain…

## Fiche technique
- Titre original : The Sound and the Fury
- Réalisation : Martin Ritt
- Scénario : Irving Ravetch et Harriet Frank Jr. d'après le roman homonyme de William Faulkner
- Chef opérateur : Charles G. Clarke (crédité Charles Clark)
- Musique : Alex North
- Costumes : Adele Palmer
- Producteur : Jerry Wald
- Distributeur : Twentieth Century Fox
- Genre : Drame psychologique
- Procédé : CinemaScope - Couleur
- Pays de production :  États-Unis
- Année de réalisation : 1958
- Durée : 115 minutes
- Dates de sortie :
  - États-Unis : 27 mars 1959 (New York)
  - France : juin 1959

## Distribution

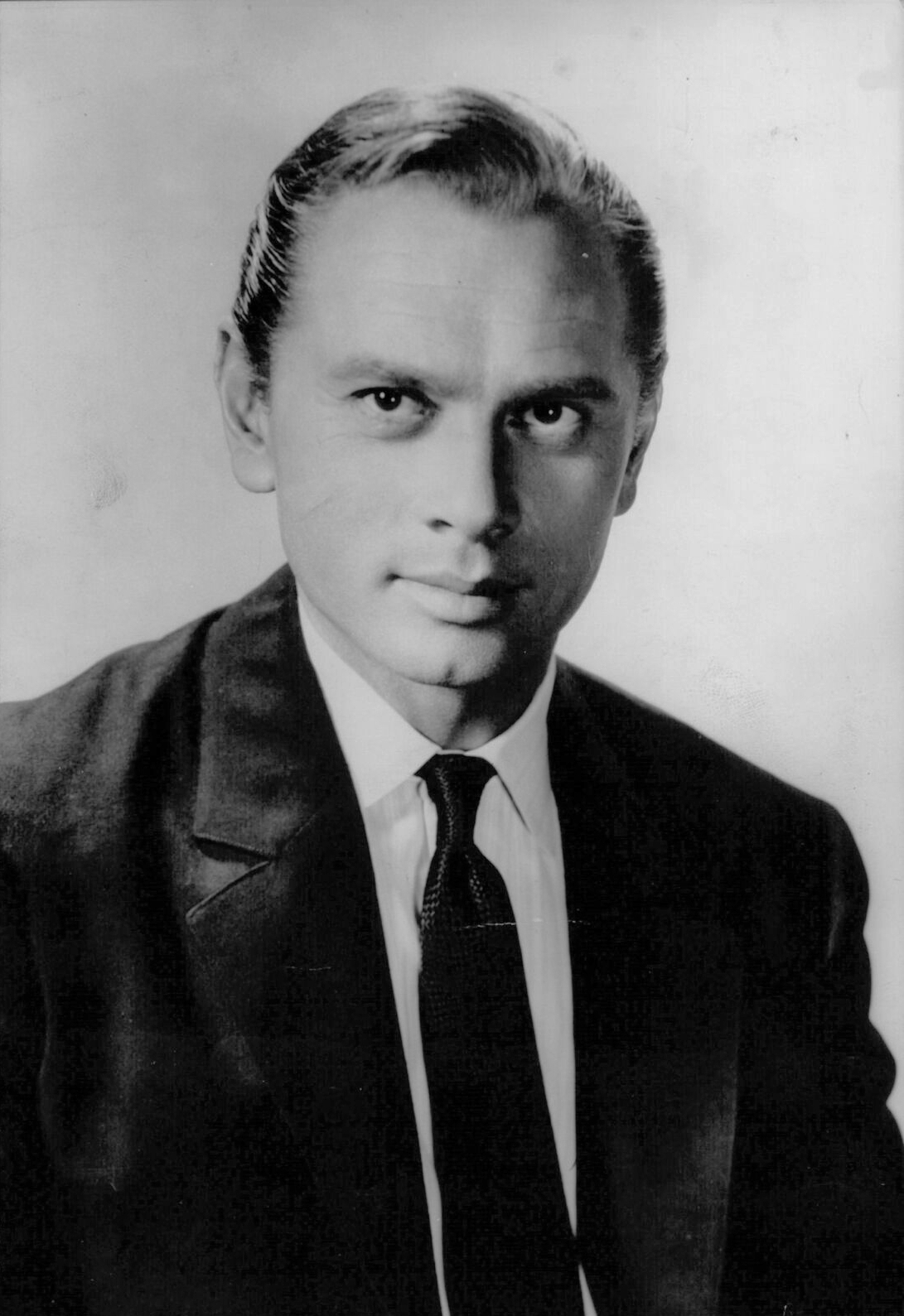
Yul Brynner en mars 1959.

- Yul Brynner (VF : Jean Davy) : Jason Compson
- Joanne Woodward (VF : Martine Sarcey) : Quentin Compson (Quentin, fille de Caddy Compson, et non Quentin, frère de Caddy). Narratrice.
- Margaret Leighton : Caddy Compson
- Jack Warden : Benjy Compson
- Stuart Whitman (VF : Michel Roux) : Charlie Busch
- Ethel Waters : Dilsey
- Françoise Rosay : Mme Caroline Compson
- John Beal : Howard Compson
- Albert Dekker : Earl Snopes
- Stephen Perry : Luster
- Roy Glenn : Job

Actrices non créditées :
- Jean Carson : Mary Ellen
- Esther Dale : Mme Maud Mansfield

## Autour du film
- Dans ce film, pour son rôle de Jason Compson, l'acteur Yul Brynner, célèbre pour son crâne glabre, porte exceptionnellement une perruque.

## Critiques
- « Une œuvre où le souffle de William Faulkner passe avec tout son lyrisme et sa grandeur. Une admirable interprétation anime en profondeur des caractères intenses et attachants. »[1]
- « Il ne reste rien du roman de Faulkner, trahi, émasculé, ridiculisé. »[2]